# Bewegung Nurr
Die Bewegung Nurr ist ein 1989 in Dresden gegründetes  Künstlerkollektiv, das in den Bereichen Bildhauerei, Installation, Graffiti, Videokunst, Fotografie und Malerei aktiv ist.

## Werk

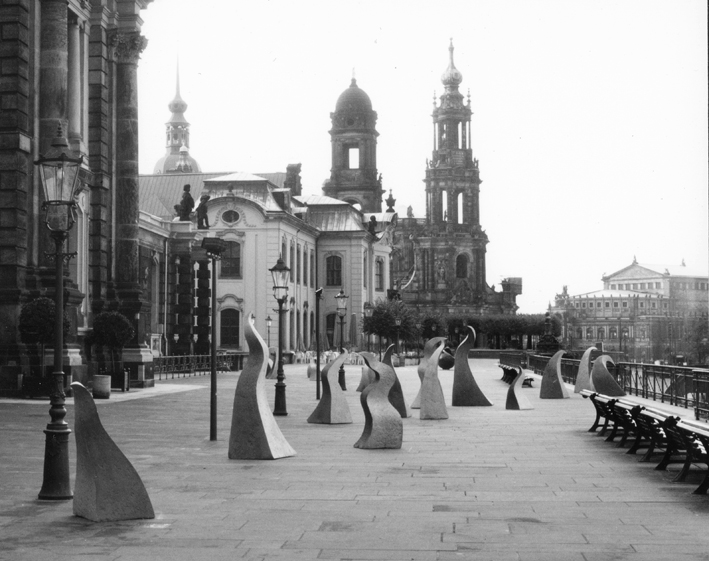
17 Fremde, Skulpturengruppe aus Sandstein auf der Brühlschen Terrasse in Dresden, 1995

Die Gruppe beschäftigt sich mit Themen wie Marktwirtschaft und Medien in dem sie sich mit Erscheinungen und Symptomen der Dienstleistungsgesellschaft auseinandersetzt. Dabei werden die omnipräsenten Marketing- und Repräsentationscodes der westlichen Dienstleistungsgesellschaft ebenso beleuchtet wie ihre Abfallprodukte und Psychosen, Ergebnisse der Angst vor dem Scheitern und dem spirituellen Vakuum des Kapitalismus. Die Kunstform der Bewegung ist als „parodistische Eleganz zwischen Ernst und Unsinn, Komik und Katastrophe“ beschrieben worden.
Die Entwicklung des Künstlerkollektivs reicht von den Graffiti in der Dresdner Neustadt in den frühen 1990er Jahren bis hin zu den Skulpturen, Videos, Gemälden und Installationen von heute. Ihre subversiven Strategien in der bildenden Kunst lassen häufig Querverweise zu den in den 1980er und 1990er Jahren aktiven Künstlergruppen General Idea (Felix Partz, Jorge Zontal, AA Bronson) und Die Tödliche Doris (Wolfgang Müller, Nikolaus Utermöhlen, Käthe Kruse, Tabea Blumenschein) erkennen.

## Kunst im öffentlichen Raum

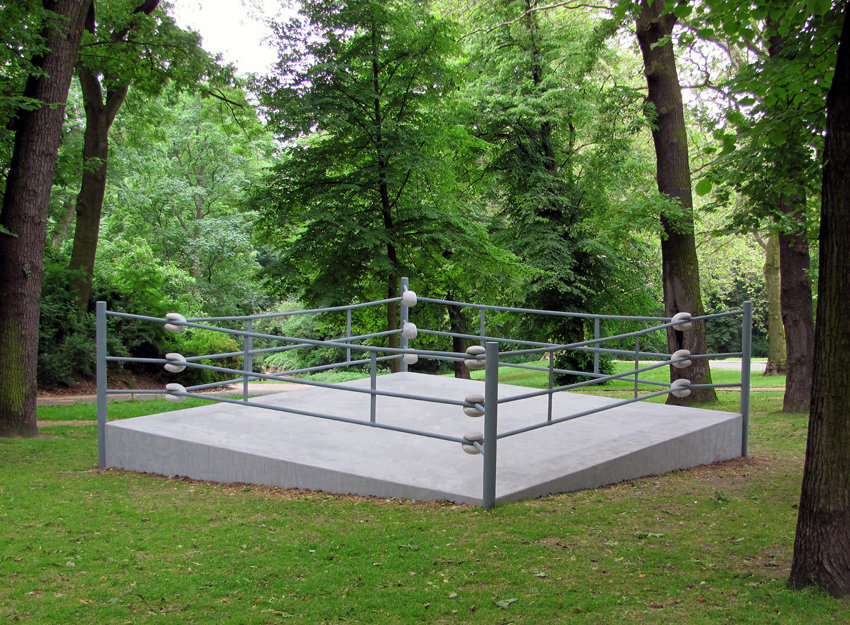
9841 – Temporäres Denkmal für Johann Rukeli Trollmann im Viktoriapark in Berlin-Kreuzberg, 2010

Die Bewegung hat mit ihrem temporären Denkmal „9841“ in den Jahren 2010 im Berliner Viktoriapark und 2011 auf dem hannoverschen Ballhofplatz an den sinto-deutschen Boxchampion Johann Wilhelm Trollmann erinnert, dem aufgrund seiner ethnischen Wurzeln im Nationalsozialismus Erfolg und sozialer Aufstieg versagt blieben. Entrechtet und ausgegrenzt verlor Trollmann schrittweise seine Existenzgrundlage, wurde 1942 im KZ Neuengamme inhaftiert und 1944 im KZ-Außenlager Wittenberge ermordet. Er verlor nicht nur seinen rechtmäßigen Anspruch auf den sportlichen Titel, sondern – wie mit ihm auch viele andere „nicht-arische“ Sportler – sein Leben. Der 9. Juni (am selben Tag im Jahr 1933 wurde Johann Wilhelm Trollmann Deutscher Meister im Halbschwergewicht) wurde im Jahr 2010 zum Anlass genommen, die Boxring-Skulptur 9841 im Viktoriapark in Berlin-Kreuzberg einzuweihen.
Im Sommer 2014 baute das Künstlerkollektiv auf dem Tempelhofer Feld ein „Haus der 28 Türen“ – ein begehbarer Pavillon, der die EU als abgeschirmten Raum darstellte, um damit die europäische Flüchtlingspolitik zu thematisieren. Nachdem das Bauwerk auf den Kreuzberger Oranienplatz verlegt worden war, wurde es in der Nacht des 31. März 2015 durch Brandstiftung zerstört.

## Mitglieder
- 1989: Alekos Hofstetter, Christian Steuer und Daniel H. Wild
- 1996 bis 2008: Alekos Hofstetter, Christian Steuer, Lokiev Stoof
- seit 2009: Alekos Hofstetter, Christian Steuer und Florian Göpfert